# František Janout
František Janout (* 1947 Strakonice) je publicista, cestovatel a strakonický fotograf se zaměřením na region jižních Čech a především na šumavské motivy (příroda, krajina).

## Život
František Janout se narodil v roce 1947 ve Strakonicích. Po středoškolském studiu a absolvatoriu Pedagogické fakulty byl zaměstnán jako informatik v oblasti výpočetní techniky (IT). Po sametové revoluci v listopadu 1989 v Československu zastával od roku 1990 pozici personálního manažera. Zhruba od 60. let 20. století se jeho zájmem (a téměř druhým povoláním) stalo nekomerční fotografování přírody a krajiny, kterému se po odchodu do starobního důchodu začal ještě intenzívněji věnovat.
Jako fotograf a publicista pracuje František Janout pro informační server Šumava Net. Zároveň spolupracuje se Správou Národního parku (NP) a Chráněné krajinné oblasti (CHKO) Šumava. Do časopisu Šumava přispívá svými články a snímky šumavské přírody a krajiny a současně působí v redakční radě tohoto periodika. Svoje fotografie se šumavskými motivy předává průběžně do fotografického archivu spravovaného Správou Národního parku Šumava.
Další jeho životní zálibou je cestování do zahraničí, které se s fotografováním dobře doplňuje. Snímky ze zahraničních cest obohacené autentickými cestovatelskými zážitky prezentuje formou komentovaných projekcí na setkávání se s veřejností, které organizuje většinou v Jihočeském nebo Plzeňském kraji či v Praze. Náhledy jeho snímků jsou k viděné i na internetu na jeho webových stránkách.   

## Výstavy (výběr)
Z vybraných snímků Šumavy sestavil dva fotografické cykly s příznačnými názvy Šumava bez hranic a Šumavské variace. Ty tvoří základ jeho výstavnických aktivit:
- léto 2010: Šumavské variace; Městská knihovna v Jindřichově Hradci;
- listopad 2010: Šumavské variace; Šmidingerova knihovna ve Strakonicích;
- prosinec 2010 až leden 2011: Šumavské variace; MěKS Galerie U šaška ve Vimperku;
- jaro 2011: Šumava bez hranic; Maltézský sál Strakonického hradu (Strakonice);
- jaro 2012: Šumava bez hranic; Městská knihovna v Klatovech;
- květen–červen 2012: Šumava bez hranic; Muzeum Šumavy v Železné Rudě;
- listopad 2012: Šumava bez hranic; Fotoateliér Novotný v Odolené Vodě;
- leden–únor 2013: Šumava bez hranic; Městská knihovna v Nýrsku;
- jaro 2013: Šumava bez hranic; Městská knihovna v Jindřichově Hradci;
- prosince 2017: Šumava bez hranic; Česká zemědělská univerzita v Praze (ČZU), fakulta životního prostředí v Praze.

## Publikační činnost
- Martan, Petr (* 12. května 1958 Vimperk); (foto: Janout, František). Za železnou oponu: lesníci a lidé v kraji střední a dolní Šumavy v dobách odporu totalitním ideologiím 1938-1989-2014: 25 let od pádu železné opony. Čkyně: Komunita pro duchovní rozvoj, 2014; 128 stran; ISBN 978-80-904111-8-0.
- Martan, Petr; (foto: Janout, František). Lesy českého státu: stoletá lesnická tradice na jihu Čech 1918-2018: Národní památník zemřelých v lesnictví. Čkyně: Komunita pro duchovní rozvoj, o.p.s., 2016; 160 stran; ISBN 978-80-904111-9-7.